# (6770) Fugate
Pour les articles homonymes, voir Fugate.
(6770) Fugate est un astéroïde de la ceinture principale.

## Description
(6770) Fugate est un astéroïde de la ceinture principale. Il fut découvert le 22 août 1985 à la station Anderson Mesa par Edward L. G. Bowell. Il présente une orbite caractérisée par un demi-grand axe de 3,02 UA, une excentricité de 0,11 et une inclinaison de 10,1° par rapport à l'écliptique.

## Compléments